# Avenida Padre Burgos
La Avenida Padre Burgos es una vía importante de 14 carriles en Manila, Filipinas. Debe su nombre a uno de los sacerdotes martirizados, José Burgos. Es un camino en el centro de la ciudad que da acceso a varias carreteras importantes como la avenida Taft, Avenida Rizal, el bulevar Roxas, y el bulevar Quezón. El Ayuntamiento de Manila es accesible mediante esta vía, y también lo es el Parque Rizal e Intramuros. El camino comienza en la orilla sur del río Pasig, donde el puente MacArthur (que conduce a la Avenida Rizal), el Puente Jones y el Puente Quezón se fusionan.